# Acragopsis
Acragopsis is een geslacht van vlinders van de familie Dalceridae.

## Soorten
- A. chirma Schaus, 1920
- A. flavetta Schaus, 1905